# John Holt (pedagogo)
John Caldwell Holt (14 de abril de 1923 - 14 de septiembre de 1985) fue un educador y escritor estadounidense, reconocido por sus propuestas de Educación en el Hogar y pionero en la teoría de los derechos de los jóvenes.

## Biografía
Nació el 14 de abril de 1923 en la ciudad de Nueva York. Era el mayor de tres hermanos. Nunca se casó ni tuvo hijos. Recibió sus estudios en escuelas privadas. En la universidad de Yale estudió ingeniería industrial, pero no encontró conexiones entre sus estudios y el mundo que le rodeaba. Pronto abandonó sus estudios para unirse a la Armada entre 1943 y 1946, donde luchó en la Segunda Guerra Mundial a bordo del submarino USS Barbero, en el Pacífico.
Entre los años 1946 y 1952, fue parte de los grupos que apoyaban el federalismo mundial y participó en el Movimiento Federalista Mundial, que luego daría forma al «Movimiento Americano para el Gobierno Mundial» (en inglés: American Movement for World Government — (AMWG)).
Entre los años 1953 y 1957, dictó clases de inglés, francés y matemáticas en la escuela privada Colorado Rocky Mountain School, ubicada en Carbondale, Colorado.
Entre 1957 y 1959, fue profesor en la escuela privada Shady Hill School, en Cambridge, Massachusetts. Entre 1959 y 1963, fue profesor de educación secundaria de inglés en la escuela privada Lesley Ellis School, ubicada en Boston, Massachusetts. Entre los años 1965 y 1967, fue profesor en el Commonwealth School de Boston.  En 1968 fue profesor agregado de educación en la Universidad de Harvard y en 1969 lo fue en la Universidad de California en Berkeley.  Creó la Holt Association Inc. y fue su presidente entre 1965 y 1985. Publicó la revista «Creciendo sin escuela», que se editó entre 1977 y 1985.
Holt falleció el 14 de septiembre de 1985 en Boston, a causa de un cáncer.
La opinión pública ha visto en Holt un 'crítico social', más que un reformador de la educación. Sus detractores se han cuestionado cómo es posible que una persona que le gustan tanto los niños, no se casara y formara su propia familia, como podía asesorar sobre niños un individuo que no compartía el día a día con ellos en casa.
Los últimos años de su vida los dedicó a realizar conferencias y a acudir a programas de entrevistas donde explicaba los métodos y lugares donde las personas pueden aprender sin una educación convencional.

## Contexto histórico
La educación es un pilar fundamental en nuestras sociedades, y como tal, su desarrollo e implantación es un hecho de vital importancia. Desgraciadamente, queda claro que no en todo el mundo el derecho a la educación es igual, y según en qué parte del planeta estés tendrá más o menos dificultades para acceder a dicha educación.
Como todos sabemos, este derecho a la educación se ha estructurado durante años alrededor de la obligatoriedad de la asistencia a la escuela, y esto ha convertido a las instituciones escolares en enormes estructuras organizativas, y a menudo burocráticas, las cuales se han llevado una parte importante de los presupuestos de los estados.
De esta manera, a mediados el siglo XX surgieron una serie de autores que centraron su crítica en estos dos aspectos fundamentales que estaban desarrollados en las sociedades, la obligatoriedad de la escolarización y el sistema organizativo escolar. Esta corriente crítica se llamó la pedagogía de la desescolarización. A modo de resumen, esta opción sostiene que la escolaridad es un falso servicio público que priva a las personas de la alegría de aprender. Los partidarios de esta opción defendían la legitimidad para educar a los hijos lejos de las instituciones escolares, y por tanto, su obligatoriedad en la asistencia. 
Vamos a analizar más en profundidad los argumentos de los autores partidarios de esta desescolarización y su crítica a la escuela.
Las primeras críticas a la escolarización en las escuelas aparecen en la década de los sesenta, con algunos escritos del autor norteamericano Paul Goodman, y su máximo apogeo se encuentra en los primeros años de la década de los setenta, con autores como Ivan Illich, Everett Reimer, el propio Holt o Marshall Mc Luhan.
Este contexto específico se debe principalmente a dos factores importantes:
1.- Estas corrientes pedagógicas nuevas y críticas 'están desubicadas del momento cultural, intelectual y artístico en que se desarrollan', y se producen en una etapa que contrasta totalmente con estas nuevas ideas.
2.- La crítica a la escolarización se trata más bien como unas propuestas nuevas que se conectan a un amplio conjunto de aportaciones dirigidas a criticar las estructuras sociales establecidas en la segunda mitad del siglo XX. Así, durante este periodo, aparece una gran oleada de ideas y postulados de carácter cultural (contracultura) y social que van en contra de las formas de organización de las sociedades consolidadas a partir de la Segunda Guerra Mundial.
En este entorno de crítica constante, la cual se desarrolla a nivel internacional, la educación escolar se ve en muchas ocasiones como centro de las críticas. Las constantes revueltas estudiantiles que se producen en muchos países, entre ellos las más importantes en EE. UU., se añade también otros motivos que ahondan más en las crisis del poder establecido, como las revueltas contra la guerra de Vietnam, la lucha contra los fascismos a nivel mundial, etc. son el claro síntoma de los cambios culturales y sociales que se avecinan. Estos cambios son analizados por diferentes autores y en diferentes campos del saber, entre los cuales se encuentra la educación. En resumen, la aparición de la desescolarización como una nueva idea pedagógica se fundamenta en este contexto social e histórico, donde la confrontación de ideas, la crítica al poder establecido y sus estructuras organizativas, sus instituciones (escuela, familia, ejército, industria, etc.) ocuparán un lugar muy destacado. Concretamente en el entorno social, las clases medias en el mundo occidental se van consolidando y ampliando, a la vez que aparecen nuevas clases sociales inferiores y marginales, en muchos casos debidas a la fuerte migración en los países más desarrollados, como es el caso americano. La aparición de los nuevos métodos comunicativos de prensa, radio y sobre todo televisión, junto con el desarrollo tecnológico e informático, formulan nuevos interrogantes sociales.
En el contexto político, la guerra fría y las tensiones post coloniales, junto a la independización de muchos países del Tercer Mundo, la crisis de los viejos postulados políticos de izquierdas y derechas, la represión policial y la violencia política, marcan este contexto de crisis.
De esta manera, las propuestas desescolarizadas de estos autores no son un punto y aparte de las nuevas pedagogías, ya que esta teoría está impregnada de las demás y viceversa. Por ejemplo, las teorías anti institucionales de Francia, el auge de la escuela Sumerhill, los trabajos de Paulo Freire y Stenhouse, son propuestas muy cercanas con las ideas propuestas por los autores de la desescolarización.
Finalmente, la desescolarización aparece con fuerza en este contexto de crítica cultural y pedagógica, y se relaciona con el mito del progreso ilimitado. La vía de debate más interesante alrededor de estas teorías son aquellas que suscitan la posibilidad o no de que los países del Tercer Mundo sigan forzosamente el camino educativo de sus antiguas metrópolis del mundo occidental, en las que estas teorías podrían tener una oportunidad.

## Corriente pedagógica
Las corrientes pedagógicas que influyeron a John Holt se encuentran en las teorías libertarias y antiautoritarias de la educación. Estas teorías están asociadas a las corrientes anarquistas de la educación, las cuales entendían que los niños no son propiedad de nadie y sí son responsabilidad de todos.
Es fácil deducir que los anarquistas tienen gran fe en el poder de la educación, aunque desconfiando por un principio de la escolaridad institucionalizada controlada por cualquier poder autoritario. Una de las mayores fuentes de esperanza para un mundo mejor es que la próxima generación, con la ayuda necesaria, crezca menos sometida y neurótica que la anterior y para ello es necesario una adecuada y fértil educación. Algunos dicen incluso que educar a los niños para la libertad es la auténtica esperanza real de crear una sociedad anarquista.
Las escuelas, así como la educación en todos sus niveles tal como existen hoy en día, se ocupan principalmente de seleccionar y dividir a niños y jóvenes en categorías con el fin de prepararlos para su futuro papel en una sociedad jerarquizada, asegurándose de que asimilen al máximo la aceptación de las escalas permanentes de rango, el respeto a la autoridad y competitividad del mercado. 
Por ello se han dado, y se dan, fuertes enfrentamientos para definir quién es el propietario de la educación: padres, estado, religión, partido político, sistema económico... Para el anarquismo los niños no son propiedad de nadie y sí son responsabilidad de todos. En todo caso, sí pertenecen a algo, pertenecen a su libertad futura para la cual debemos prepararlos. En cambio, el actual sistema exige que la mayoría de los niños se sientan inferiores para que lo sigan siendo cuando sean adultos. Por eso los anarquistas sostienen, por ejemplo, que las pruebas académicas son una medida insignificante del potencial de una persona para desde allí determinar la importancia del papel que han de cumplir en la sociedad. El culto al experto, particularmente cuando se extiende a áreas ajenas a su estricta competencia profesional, está diseñado para destruir la aptitud de valorar posibilidades y capacidades con un juicio propio.
La verdadera educación es lo contrario a la escolarización obligatoria, donde se aprende principalmente a temer y doblegarse ente la jerarquía impuesta. Necesitamos, en cambio, que los educandos desarrollen, a la par que la indispensable capacitación, una actitud crítica para entender el mundo, para que puedan ver los cambios que es necesario hacer a fin de crear un lugar mejor para todos, y ser capaces de llevar a cabo estos cambios. Claro que esto no es sinónimo de una ausencia de responsabilidad por parte de los jóvenes, que deben comprender la que les compete en el conjunto social: prepararse de la mejor forma posible para enfrentar los retos que un futuro dinámico y en desarrollo seguramente ha de generar. Pero la responsabilidad y la preparación hacen necesaria la libertad en la realización de la tarea, ya que sin libertad no se puede ser responsable.
Estas teorías libertarias englobaban muchos movimientos de carácter pedagógico y crítico, como el movimiento desescolarizador del cual John Holt estaba influenciado. El origen de la desescolarización está en la llamada 'crítica reformista' previa al movimiento y cuyo objeto era el estudio del estado de la educación en el mundo en ese momento. La crisis mundial de la educación, fue decisiva en la crítica reformista y de gran repercusión en décadas posteriores. El estudio comparativo entre los sistemas educativos y la sociedad llevó a la conclusión de que la extensión de la escolaridad por sí sola no sería suficiente para atender a las demandas cada vez mayores de educación y, en consecuencia, tampoco para resolver la crisis, pues los presupuestos dedicados a enseñanza habían alcanzado un nivel tan alto que resultaba difícil, si no imposible, un mayor incremento. Por otro lado, la sola expansión del aparato escolar no serviría como único recurso para atender a las expectativas sociales de educación, ya que se preveía una demanda tal que no podría ser absorbida por los sistemas institucionales. Este análisis llevaba a pensar en la necesidad de una reestructuración global de la educación.
La alternativa para resolver la crisis pasaba por reformar, modernizar y readaptar los sistemas vigentes, pero se hacía hincapié en que las reformas no podrían realizarse con la exclusiva intervención de la escuela. Se consideraba necesario desarrollar otras estrategias educativas no institucionales implicando a la familia y la comunidad. Esto suponía aceptar que en la educación podía y debía intervenir otros agentes educativos, otros espacios.
Paralelamente en el tiempo, surge una crítica más radical que incluía, además de la institución escolar, su contexto social, político y económico. La característica fundamental de esta corriente radical va a estar en su postulado de suprimir la escuela, que abarca todas las instituciones escolares desde la educación infantil a la universidad, como estrategia para encontrar alternativas más viables para solucionar los problemas que plantean las sociedades industriales avanzadas. La misión de la educación en la desescolarización es la de transformar la sociedad a través de la educación del ser humano y pretender una sociedad más justa y humanizada. Los principales representantes de las teorías desescolarizadoras son: McLuhan, Illich, Reimer, Goodman.

## Bases pedagógicas de Holt y su modelo educativo
Según Holt, nadie comienza la vida siendo un estúpido. Sólo hay que observar a los bebés y a los niños y pensar seriamente sobre todo lo que hacen y aprenden, para notar que, con excepción de los seriamente retardados, muestran una forma de vida y una habilidad y deseo de aprender que bien podríamos llamar genial en una persona mayor.
Pero, ¿qué es lo que pasa con esta extraordinaria capacidad de aprendizaje y comprensión intelectual cuando vamos creciendo? Lo que pasa que esto se destruye, más que nada debido al proceso mal llamado educación, que se desarrolla en la mayoría de los hogares y escuelas. Nosotros, los adultos, destruimos la mayor parte de la capacidad intelectual y creativa de los niños por las cosas que les hacemos y obligamos a hacer. Sobre todo destruimos esta capacidad al hacerlos miedosos, temerosos de no hacer lo que otras personas desean, de no agradar, de cometer errores o de estar equivocados. Les infundimos miedo para arriesgarse, miedo para experimentar, para probar las cosas difíciles, miedo a lo desconocido. En lugar de aminorar sus temores los acrecentamos, a menudo de forma monstruosa. Encontramos ideal la clase de 'buenos' niños que nos tienen el suficiente miedo para hacer lo que queremos, sin hacernos sentir que lo hacen debido al miedo que les imponemos. Los animamos a sentir que el principal objeto de todo lo que hagan en la escuela es nada más conseguir una buena clasificación en un examen, o impresionar a alguien con lo que ellos aparentan saber. No solamente matamos su curiosidad sino el sentimiento de que es una cosa buena y admirable el ser curioso, para que así, a la edad de diez años, la mayoría de ellos no hagan preguntas y muestren desdén hacia los pocos que así lo hacen

## Obras
Sus primeros libros "Como los niños fracasan" (1964) y "Como aprenden los niños" (1967), han vendido más de un millón y medio de copias y han sido traducidos a catorce idiomas. Holt relata en estos libros, que las escuelas fomentan la competencia y la ansiedad, que los niños fracasan en ellas porque sienten miedo a ser humillados o castigados. Así que buscó métodos alternativos, cómo suprimir exámenes, para que los alumnos pudiesen concentrarse en el aprendizaje y no en el temor a los profesores y las notas. Esa iniciativa le sirvió entre otras cosas para que lo expulsaran de un colegio. Para Holt la escuela era una imposición dogmática que no tenía en cuenta los principios básicos de la educación: libertad y comunicación.
Holt escribió un total de diez libros y numerosos artículos relacionados con la enseñanza y la sociedad que la rodea. Sus libros y escritos han sido de suma importancia para profesores, padres y educadores domésticos. Muchos de sus libros se encuentran entre las obras más vendidas dentro de la rama de la enseñanza.
El autor comentaba al respecto de sus libros que no son un conjunto de teorías, si no trabajos de campo que nacen de la observación y de su contacto con niños durante muchos años.
Holt sugirió que se hicieran escuelas, donde hubiese muchas cosas interesantes para ver y con las que trabajar y en la que se permitiera a los niños aprender a su manera. 'Si tienen preguntas, responder las preguntas. Si quieren saber dónde encontrar algo, enseñarles dónde tienen que buscar', dijo.
Se crearon alrededor de mil escuelas privadas alternativas, con cincuenta alumnos cada una, inspiradas en sus ideas, todas ellas fracasaron. Según Holt 'porque nadie quería mejorar las escuelas'. Muchos profesores querían hacer cambios en clase, como tener menos alumnos, menos papeleo, más sueldo para el profesorado, pero no querían cambiar el sistema educativo básico. Diversos estudiosos de los métodos de Holt, comentan que sus ideas fracasaron porque la sociedad americana desconfiaba ante estos nuevos métodos de aprendizaje.
A mediados de los años setenta y rechazando las posibilidades que ofrecía la escuela, Holt tomó la iniciativa de apostar por las posibilidades que ofrecía la educación en casa. Creó su propia revista (Crecer sin escuela, en 1977 se ha seguido publicando hasta el 2001), primera revista en Estados Unidos que trataba el fenómeno Homeschooling.
La revista dio inicio a uno de los movimientos pedagógicos que más adeptos ganaría en sucesivas décadas. El discurso que Holt utilizaba en su revista estaba fuertemente influenciado por dos acontecimientos clave de su biografía: su participación en el movimiento de las Escuelas Libres Norte Americanas, y por otra, su estancia a principios de los años setenta en Méjico, dónde coincidió con otros pedagogos que influenciaron en la radicalización de su discurso, como es el caso de Paulo Freire, Everett Reimer o Ivan Illich.

## Publicaciones en español
- Cómo aprenden los niños pequeños y los escolares, Paidós, 1974
- El Fracaso de la Escuela, Alianza, 1977
- En vez de educación : cómo ayudar a la gente a hacer mejor las cosas, Diana, 1980